# 負荊請罪

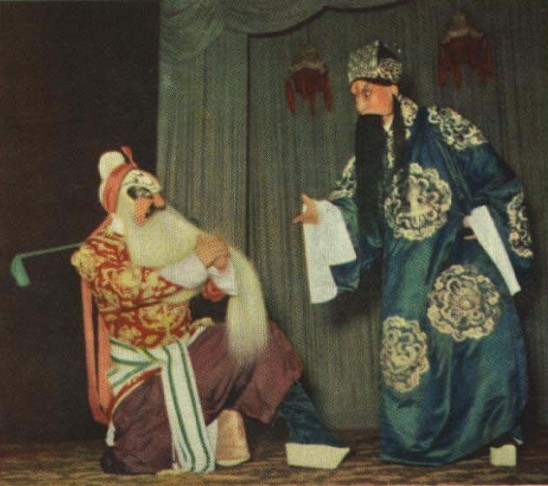
1950年9月的《人民画报》，京剧《将相和》中廉颇向蔺相如负荆请罪。

負荊請罪出自司馬遷《史記·廉頗藺相如列傳》。講述藺相如因澠池之會被拜為上卿，廉頗忿忿不平，說道：「我身為趙國將軍，有著攻城，野戰獲勝之大功，而藺相如則只是以伶牙俐齒出眾，居然位居於我之上。而且藺相如出身卑賤，要我位居其下，對我而言實在是極大羞辱。」於是廉頗便對外宣稱，如果他看到藺相如，必定對其大加羞辱。
藺相如在得知此事後，不與廉頗會面。在早朝時，經常稱病不去。有一次，藺相如出門時，在遠處望見廉頗，即時改變行車方向，以躲避他。但這個舉動使得其門客亦感到羞恥，質疑藺相如膽小怕事。藺相如無奈，只有向他們說道：「大家認為廉將軍可否與秦王相比？」眾人回答：「不可」。藺相如再說道：「即使以秦王之淫威，我也敢在大殿上對其叱喝，並羞辱秦國群臣。我雖然不是甚麼勇者，但怎麼可能怕廉將軍？其實我只是顧念趙國之社稷，因為強秦之所以不敢攻打趙國，是因為有我們兩個人在。兩虎相鬥，必有一傷。如果我公然跟廉將軍鬧翻，秦國必定趁機出兵攻趙，趙國就危險了。我之所以如此躲避廉將軍，實在是因為國家大事遠較個人恩怨為重。」廉頗在得知此事後，即時袒露背部，並背負荊棘至藺相如門前謝罪。廉頗說道：「我實在是鄙賤的人，竟然不知丞相如此寬宏大量，因而來此謝罪。」而藺相如亦接受了其道歉，這便是著名的「負荊請罪」。

## 刎頸之交
最後藺相如與廉頗互相賞識，並結為好友。

### 後世效仿
約50年後，陳餘結識了張耳。陳餘年少，像對待父親一樣對待張耳，並且效法藺相如、廉頗，結為刎頸之交。之後秦將章邯攻趙時，兩人被困鉅鹿，陳餘北收常山數萬人，以人數太少，不肯相救，張耳因此指責陳餘不救，陳餘怒解印綬推給張耳去了廁所，張耳在幕僚建議下收取陳餘兵權，從此兩人失和，張耳最後隨同漢軍擊殺陳餘。
在孫楚《牽招碑》上刻寫牽招曾經和蜀漢開國皇帝劉備在漢末時期結「刎頸之交」。之後劉備身為群雄敵對曹操，自曹氏代漢後以漢朝名義稱帝，效力曹氏的牽招也對這些事情感到忌諱。

## 出處
- 司馬遷《史記·廉頗藺相如列傳》